# Luis de Castilleja Puruata
Luis de Castilleja Puruata (¿1581?- ). Fue un noble y gobernador del cabildo indio de Pátzcuaro. Fue hijo del cacique indígena Juan Puruata y de doña Juana de Ábrego y Castilleja, quien descendía por línea femenina del último cazonci o “rey” de Michoacán. Nada se conoce sobre su juventud, aunque puede suponerse que se educó en el colegio jesuita de Pátzcuaro, dado que sus padres fueron benefactores de esa institución. Tuvieron solamente una hija, Juana Puruata, que no dejó descendencia conocida. 
Castilleja Puruata heredó junto con sus hermanos cuantiosos bienes: haciendas, ingenios azucareros, plantaciones de caña de azúcar, huertas de cacao en distintas partes de Michoacán, aunque en su mayor parte los vendió muy prontamente.
Fue gobernador del cabildo indio de Pátzcuaro en múltiples ocasiones entre 1607 y 1630, desplazando al cacique don Constantino Huitzimengari. Dominó la vida política local con el apoyo de otros nobles indígenas, de los funcionarios españoles, tanto civiles como eclesiásticos, y en particular de los jesuitas. Murió después de 1650 y fue enterrado en la iglesia de la Compañía, en Pátzcuaro.  